# Asundexian
Asundexian ist ein Faktor XIa-Inhibitor, der von der Bayer AG zur Vermeidung von Schlaganfällen entwickelt wurde. Die Entwicklung von Asundexian als Arzneistoff wurde in dem als OCEANIC-AF bezeichneten Teil der klinischen Studien der Phase III an Patienten mit Vorhofflimmern (einer Herzrhythmusstörung) und Schlaganfallrisiko wegen schlechterer Wirksamkeit in der Asundexian-Patientengruppe im Vergleich zur Kontrollgruppe abgebrochen. Die Teilstudien OCEANIC-STROKE und OCEANIC-AFINA werden fortgeführt.